# 提姆·達利
提姆·達利（James Timothy "Tim" Daly ，1956年3月1日—）是美國的一位演員、導演和製作人。他最著名的作品是在NBC情景喜劇《Wings》中出演Joe Hackett角色，以及《國務卿女士》中的麥考德教授；在醫診情緣中擔任中醫師Pete亦擔任超人系列動畫中擔任超人的配音。他的兒子山姆·達利也是一位演員。達利出生在紐約。